# プレストン郡 (ウェストバージニア州)
プレストン郡（英: Preston County）は、アメリカ合衆国ウェストバージニア州の北部に位置する郡である。2010年国勢調査での人口は33,520人であり、2000年の29,334人から14.3%増加した。郡庁所在地はキングウッド市（人口2,939人）であり、同郡で人口最大の都市でもある。プレストン郡は1818年にモノンガリア郡から分離して設立され、郡名はバージニア州知事を務めたジェイムズ・パットン・プレストンに因んで名付けられた。
プレストン郡はモーガンタウン大都市圏に属しており、またピッツバーグメディア市場に入っている。郡内ではバックウィート祭が開催されている。

## 地理
アメリカ合衆国国勢調査局に拠れば、郡域全面積は651平方マイル (1,687 km2)であり、このうち陸地648平方マイル (1,679 km2)、水域は3平方マイル (8 km2)で水域率は0.47%である。

### 主要高規格道路
| - 州間高速道路68号線 - アメリカ国道50号線 - アメリカ国道219号線 - ウェストバージニア州道7号線 | - ウェストバージニア州道24号線 - ウェストバージニア州道26号線 - ウェストバージニア州道72号線 - ウェストバージニア州道92号線 |

### 隣接する郡
- ファイエット郡 (ペンシルベニア州) - 北
- ガレット郡 (メリーランド州) - 東
- グラント郡 - 南東
- タッカー郡 - 南
- バーバー郡 - 南西
- テイラー郡 - 西
- モノンガリア郡 - 北西

### 国立保護地域
- モノンガヒラ国立の森（部分）

### 州立公園
- カセドラル州立公園、国定自然のランドマークにも指定
- フェアファックスストーン州立公園

## 人口動態
以下は2010年国勢調査による人口統計データである。
| 基礎データ - 人口: 33,520人 - 世帯数: 12,895 世帯 - 家族数: 9,038 家族 - 人口密度: 20人/km2（52人/mi2） - 住居数: 15,097軒 - 住居密度: 9軒/km2（23軒/mi2） 人種別人口構成 - 白人: 97.63%（非ヒスパニック白人: 97.13%） - アフリカン・アメリカン: 1.08% - ネイティブ・アメリカン: 0.19% - アジア人: 0.14% - 太平洋諸島系: 0.03% - その他の人種: 0.16% - 混血: 0.84% - ヒスパニック・ラテン系: 0.68% 年齢別人口構成 - 18歳未満: 19.6% - 18-24歳: 7.4% - 25-44歳: 27.6% - 45-64歳: 29.8% - 65歳以上: 15.7% - 年齢の中央値: 42歳 - 性比（女性100人あたり男性の人口） - 総人口: 106.6 - 18歳以上: 106.5 | 世帯と家族（対世帯数） - 18歳未満の子供がいる: 29.0% - 結婚・同居している夫婦: 56.1% - 未婚・離婚・死別女性が世帯主: 9.1% - 非家族世帯: 29.9% - 単身世帯: 24.6% - 65歳以上の老人1人暮らし: 10.7% - 平均構成人数 - 世帯: 2.42人 - 家族: 2.84人 収入と家計 - 収入の中央値 - 世帯: 42,866米ドル - 家族: 48,942米ドル - 性別 - 男性: 41,073米ドル - 女性: 25,911米ドル - 人口1人あたり収入: 19,796米ドル - 貧困線以下 - 対人口: 11.7% - 対家族数: 8.3% - 18歳未満: 15.2% - 65歳以上: 8.6% |

## 都市と町

### 法人化市と町
| - オルブライト - ブランドンビル - ブルーストンミルズ - キングウッド - 郡庁所在地 - メイソンタウン | - ニューバーグ - リーズビル - ロールズバーグ - テラアルタ - タネルトン |

### 未編入の町
| - アフトン - アルパインレイク - アンボイ - アーサーデール - オーロラ - オーステン - ボーグマン - ブレッツ - ブルラン - カスケード - クリフトンミルズ - コールバンク - コリンス | - カザート - デンバー - エグロン - イータム - エバンスビル - フェローズビル - グレイドファームズ - ヘイゼルトン - ホープモント - ホープウェル - ホースシューラン - ハウズビル | - インディペンデンス - イズラエル - レノックス - リトルサンディ - マンハイム - マコーマー - マナウン - マーケス - マウントオリベット - マウントバーノン - オーア - ピスガー - プレザントデール | - プレストン - ロックビル - ロードマー - ローア - ルスベル - セントジョー - スコッチヒル - セル - シルバーレイク - シンクレア - スナイダー | - スティーブンズバーグ - シュガーバレー - スリーフォークブリッジ - ターナーダグラス - バレーポイント - ビクトリア - ウェストエンド - ホワイトオークスプリングス - ジブリー |